# Ormosia megacera
Ormosia megacera là một loài ruồi trong họ Limoniidae. Chúng phân bố ở miền Tân bắc.